# تانيا كوريغان
تانيا كوريغان (بالإنجليزية: Tania Corrigan) هي لاعبة رماية نيوزيلندية، ولدت في 24 نوفمبر 1965.

## وصلات خارجية
- تانيا كوريغان على موقع أوليمبيديا (الإنجليزية)
- تانيا كوريغان على موقع اتحاد ألعاب الكومنولث (مؤرشف) (الإنجليزية)